# خوسيه ن. غاندارا
خوسيه ن. غاندارا (بالإنجليزية: José N. Gándara)‏ هو طبيب أمريكي، ولد في 26 أغسطس 1907 في بونس، بورتوريكو في الولايات المتحدة، وتوفي في 1954.